# Ionomidotis fulvotingens
Ionomidotis fulvotingens är en svampart som först beskrevs av Berk. & M.A. Curtis, och fick sitt nu gällande namn av E.K. Cash 1939. Ionomidotis fulvotingens ingår i släktet Ionomidotis och familjen Helotiaceae.  Arten är reproducerande i Sverige. Inga underarter finns listade i Catalogue of Life.